# Mount Elgon Nationalpark (Kenya)
 Ikke at forveksle med Mount Elgon Nationalpark (Uganda)..
Mount Elgon Nationalpark (engelsk: Mount Elgon National Park er en nationalpark i   Trans-nzoia-distriktet i  Rift Valleyprovinsen i den vestlige del af Kenya, tæt ved grænsen til Uganda. Den ligger på  vulkanen Mount Elgons skråninger, og har et areal på  196 km². Nationalparken oprettedes i 1968. Et område på 3.663,70 km² blev udpeget som biosfærereservat i 1978.
Nationalparken nås af vejen fra  Kitale, eller via en lille landningsbane ved hovedindgangen. Den højeste top i området er  Koitoboss på  4.155 moh. som også er den højeste top i Kenya.
Blandt seværdighederne er flere lange  lavatunneler, en af verdens største caldera samt en rig flora.

## Eksterne kilder og henvisninger
1. ↑  Mount Elgons nationalpark Arkiveret 4. december 2011 hos  Wayback Machine hos KWS, set 28. oktober 2011
2. ↑  Mount Elgon Biosphere Reserve, Kenya unesco.org hentet 7. april 2023

1°5′N 34°37′Ø / 1.083°N 34.617°Ø